# 파이크

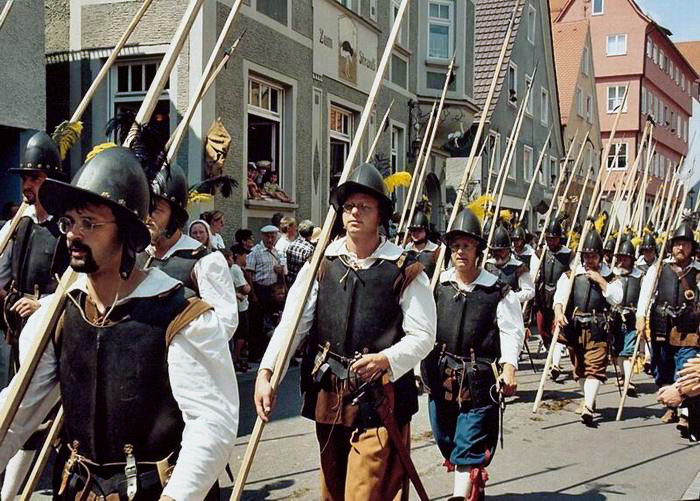
17세기 양식의 파이크 부대의 가장 행렬

파이크(pike)는 15세기부터 17세기에 걸쳐 유럽에서 보병의 대(對) 기병용 무기로서 사용된 창의 일종이다. 2~4m의 긴 손잡이에 나뭇잎 모양의 25 cm 가량의 창이 달려 있으며 무게는 3.5~5kg인 이 무기의 사용법은 상대를 찌르는 것이지만 적을 위협하는 데 가장 효과적인 수단으로 사용되었다. 특히 기병에 대한 효과는 절대적이었다.
역사상 가장 오래된 파이크는 기원전 300년경 지중해에서 막강한 힘을 지녔던 알렉산드로스 대왕이 이끄는 마케도니아군이 사용한 사리사라고 할 수 있는데, 이것은 정식으로 파이크를 사용했던 르네상스시대의 무기와 직접적인 관계는 없다. 파이크의 어원은 15세기 보병의 창을 피크(프랑스어: pique)라고 부른 데서 유래한다.

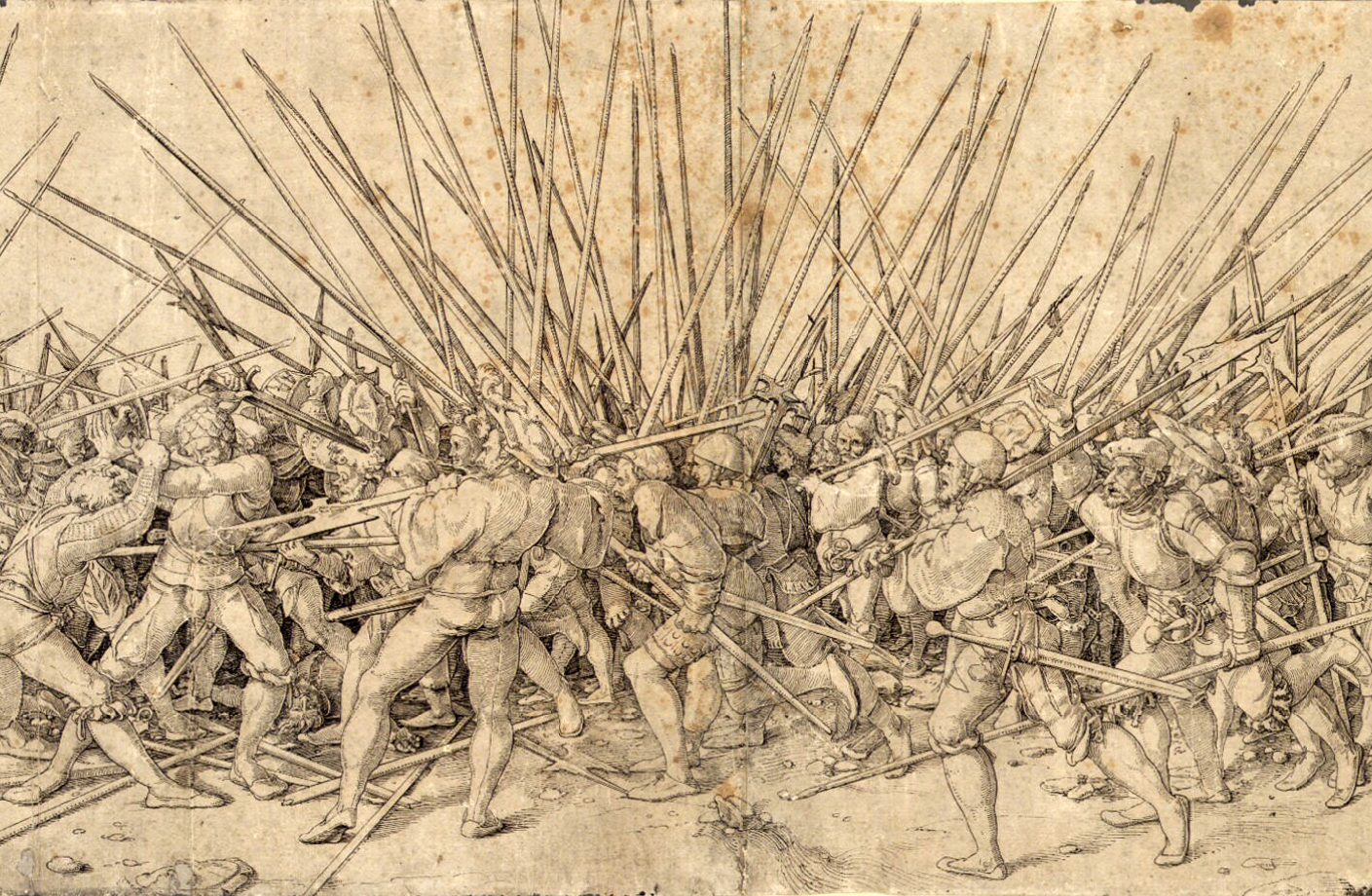
이탈리아 전쟁 당시 스위스의 파이크 부대

파이크가 무기로 등장한 것은 마케도니아군이 사리사를 사용한 때로부터 1,600년이 흐른 15세기의 스위스에서였다. 그때까지 할베르트나 배틀 액스로 싸웠던 스위스 병사들은 이 무기가 적국인 오스트리아의 기병들이 쓰는 랜스에 대응하기에는 너무 짧았기 때문에 몇몇 전투에서 패했다. 1422년 6월 30일, 밀라노 공국과 스위스가 벌인 알베드 전투에서 스위스군이 유럽에서 처음으로 파이크를 등장시켰다. 이 전투에서 손잡이가 긴 스위스의 창은 이탈리아 최고의 군대였던 밀라노 기병을 격퇴시켰다. 이 일로 파이크는 주요 병기가 되었다. 그리고 파이크의 위력 덕분에 당시 스위스군은 유럽에서 가장 강력한 군대가 되었다.
파이크를 사용하는 병사가 기존의 군대와 전술상 다른 점은 바로 공격력에 있다. 파이크의 손잡이는 상당히 길어서 상대가 기병일 때뿐만이 아니라 보병일 때도 큰 효과를 발휘했다. 보병과 싸울 때 파이크를 갖고 있는 병사들은 횡대로 사선의 진을 짜서 전진했다. 상대가 기병일 때, 그들은 왼손에 파이크를 들고 끝 부분을 왼쪽 무릎에 대고 오른발을 이에 맞춰 무릎 높이에 고정시켰다. 이렇게 공격해오는 상대편 기병에게 파이크의 끝을 겨누며 대항한 것이다. 파이크 병사들은 전쟁터에서 유리한 점을 많이 갖고 있었기 때문에 종종 퇴각하거나 형태를 바꾸려는 아군 기병이나 파이크 이외의 무기를 쓰는 보병을 엄호하는 임무를 맡았다. 화기가 전쟁터에 등장한 뒤에서 파이크 병사들은 머스킷을 장비한 부대가 탄환을 다시 채우거나 형태를 바꾸는 사이에 그들을 계속 엄호했다.
이렇게 효과적인 무기였던 파이크는 다른 나라에도 보급되어 우선 독일과 스페인 그리고 이탈리아와 프랑스로 퍼져나갔다. 17세기 말경까지 파이크는 유럽에서 중요한 보병용 무기였지만, 이미 군대의 주요 병기였던 머스킷 총구에 단검을 달아 사용하는 총검이 발명되어 그때까지 사용되었던 파이크의 자리를 대신하게 되었다.

## 같이 보기
- 랜스
- 창

## 참고 문헌
- Dr. E.L. Skip Knox, "Europe in the Late Middle Ages"